# Мойта музика
„Мойта музика“ е българска песен на поп певицата Дивна.

## Информация
„Мойта музика“ е първата самостоятелна песен на Дивна в Монте Мюзик – създадена, композирана и аранжирана изцяло от Владимир Ампов – Графа. Текстът е на Илия Григоров и Графа, а видеото към песента е на Bashmotion.

## Класация
В българската национална класация за музика БГТоп40 песента дебютира на 33 място и достига до 4-то място.